# إيواتسوكي-كو
إيواتسوكي-كو (باليابانية: 岩槻区) هو حي في اليابان، يقع في سايتاما، سايتاما، هو عاصمة Iwatsuki Domain ‏، بلغ عدد سكانه 110,515 نسمة وذلك حسب إحصائيات سنة 2018، تبلغ مساحته 49.17 كيلومتر مربع.

## أعلام
- كونيكو مياكي
- مينورو سوغانوما
- تاكيرو ساتو